# Чаришське (Усть-Калманський район)
Чари́шське (рос. Чарышское) — село у складі Усть-Калманського району Алтайського краю, Росія. Адміністративний центр Чаришської сільської ради.

## Населення
Населення — 1314 осіб (2010; 1481 у 2002).
Національний склад (станом на 2002 рік):
- росіяни — 96 %